# Bayerische Landesanstalt für Weinbau und Gartenbau
Die Bayerische Landesanstalt für Weinbau und Gartenbau (LWG) ist eine landwirtschaftliche Ausbildungs-, Forschungs- und Informationsstelle in Veitshöchheim in Unterfranken.

## Geschichte
Der Weingutsbesitzer Sebastian Englerth zu Randersacker gründete schon 1874 mit Eigenmitteln eine Winzerschule für die fränkische Weinbauregion. Dieses Projekt war allerdings nur kurzlebig. 1877 musste die Schule wieder geschlossen werden.
Auf Beschluss des Kgl. Bayerischen Staatsministeriums des Innern wurde 1902 die Königliche Wein-, Obst- und Gartenbauschule gegründet und in der Ortsmitte von Veitshöchheim angesiedelt. 1913 wurde sie in Königliche Lehranstalt für Wein-, Obst- und Gartenbau umbenannt, 1918 wurde aus der königlichen eine staatliche Lehranstalt. Die Versuchs- und Forschungstätigkeit nahm nun immer größeren Raum ein. In den Jahren nach dem Ersten Weltkrieg übernahm die Lehranstalt die Prüfung der von der chemischen Industrie herausgebrachten neuartigen Pflanzenschutz- und Düngemittel. 1924 wurde erstmals eine Meisterprüfung für Gärtner und Winzer durchgeführt.
1939 erfolgte die Umbenennung in Lehr- und Versuchsanstalt für Wein-, Obst- und Gartenbau. 1943 wurden Lehrgänge für Kriegsversehrte eingerichtet, 1945 wurden amerikanische Truppen in den Gebäuden untergebracht und alle Lehrkräfte entlassen. Sämtliche Stammkulturen der Hefereinzuchtstation gingen verloren. 1947 wurde der Lehrbetrieb wieder aufgenommen. 1952 wurde die Lehranstalt mit dem Staatlichen Hofkeller und weiteren landwirtschaftlichen Einrichtungen des Würzburger Raums zusammengefasst und in die Bayerische Landesanstalt für Wein-, Obst- und Gartenbau umgewandelt. Das Dienstgebiet umfasst den gesamten Freistaat Bayern.
Nachdem 1962 das Internat wegen Baufälligkeit geschlossen werden musste, wurde 1968 das neue Schulgebäude am jetzigen Standort An der Steige 15 eröffnet. 1974 erhielt die Landesanstalt ihren heutigen Namen, nach einer Neuorganisation besteht die LWG aus den Abteilungen Gartenbau, Weinbau, Lehr- und Versuchskellerei, Rebenzüchtung, Staatsweingut sowie der Staatlichen Fach- und Technikerschule. 1975 wurde mit dem Aufbau eines Rebschutz-Warndienstes begonnen. 1992 bewilligte der Landtag 23 Millionen Euro für umfangreiche Baumaßnahmen. 1994 wurde die Bayerische Gartenakademie als Teil der LWG gegründet, schon 1995 verzeichnete das neu eingerichtete Gartentelefon mehr als 5000 Anrufe. 1997 ging die LWG mit der ersten eigenen Homepage online.
In den folgenden Jahren wuchs die LWG um mehrere Abteilungen und Aufgaben an. 2001 wurde die Lehr- und Versuchswirtschaft für Gemüsebau in Bamberg organisatorisch in die LWG eingegliedert. Im Jahr 2003 wurde an der LWG die bundesweit erste Internet-Fachschule für Garten- und Landschaftsbau eingerichtet. Studierende können dort mittels Live-Stream am Unterricht teilnehmen. Im selben Jahr wurde auch die Bayerische Landesanstalt für Bienenzucht aus Erlangen nach Veitshöchheim verlegt und fungiert dort als Fachzentrum Bienen. Im Zuge der Verwaltungsreform 2005 wurde auch der weinrechtliche Hoheitsvollzug von der Regierung von Unterfranken an die LWG verlagert, der Staatliche Hofkeller Würzburg wurde dagegen aus der LWG herausgelöst und agiert seitdem als selbständige Einheit. Die Verwaltung der LWG, die sich seit 1952 in Würzburg befand, zog 2007 auf das Hauptgelände in Veitshöchheim um.
Mit der Neustrukturierung der LWG im Jahr 2007 besteht die Einrichtung nun aus den vier Instituten
- Bienenkunde und Imkerei[3]
- Erwerbs-[4] und Freizeitgartenbau[5]
- Stadtgrün und Landschaftsbau[6]
- Weinbau und Oenologie[7]

sowie den drei Fachzentren
- Analytik[8]
- Bildung[9]
- Recht und Service

Neben dem „Grünen Campus“ in Veitshöchheim ist die Forschungseinrichtung in Bamberg (Gemüsebauversuchsbetrieb), sowie Thüngersheim (Obstbauversuchsbetrieb) vertreten.

## Organisation
Die Einrichtung ist eine Landesbehörde im Geschäftsbereich des Bayerischen Staatsministeriums für Ernährung, Landwirtschaft, Forsten und Tourismus. Sie ist eine dem Staatsministerium unmittelbar nachgeordnete Behörde.
Die LWG ist in Bayern zuständig für angewandte Forschungsprojekte im Bereich Bienenwirtschaft, Gartenbau, Landespflege und Weinbau und in diesem Zusammenhang an internationalen Forschungsprojekten beteiligt und koordinierend tätig.
Sie gliedert sich in die vier Abteilungen Weinbau, Landespflege, Gartenbau und Recht&Service sowie die drei Fachzentren Bildung, Analytik und Bienen.
Die Meister- und Technikerschule bildet rund 150 Studierende zum Wirtschafter (ein Jahr) oder Techniker (zwei Jahre) in den Fachrichtungen Weinbau und Oenologie, Gartenbau sowie Garten- und Landschaftsbau aus. An der zweijährigen Internetfachschule beteiligen sich rund 20 weitere Studierende.
Zu den Hoheitsaufgaben der LWG zählen unter anderem die Virustestung bei der Erzeugung von Edelreisern im Obstbau, die Durchführung der Saatgutkontrolle im Vollzug des Saatgutverkehrsgesetzes, die Kontrolle privater Bodenlabors nach der Düngeverordnung sowie der Rebschutz.
Ein Schwerpunkt der LWG ist die anwendungsorientierte Forschung in allen Fachbereichen. Eine Übersicht zu aktuellen Forschungsprojekten findet sich in den Jahresberichten.
Seit 2018 zeichnet die LWD Genussorte Bayern aus.